# Nähfuß

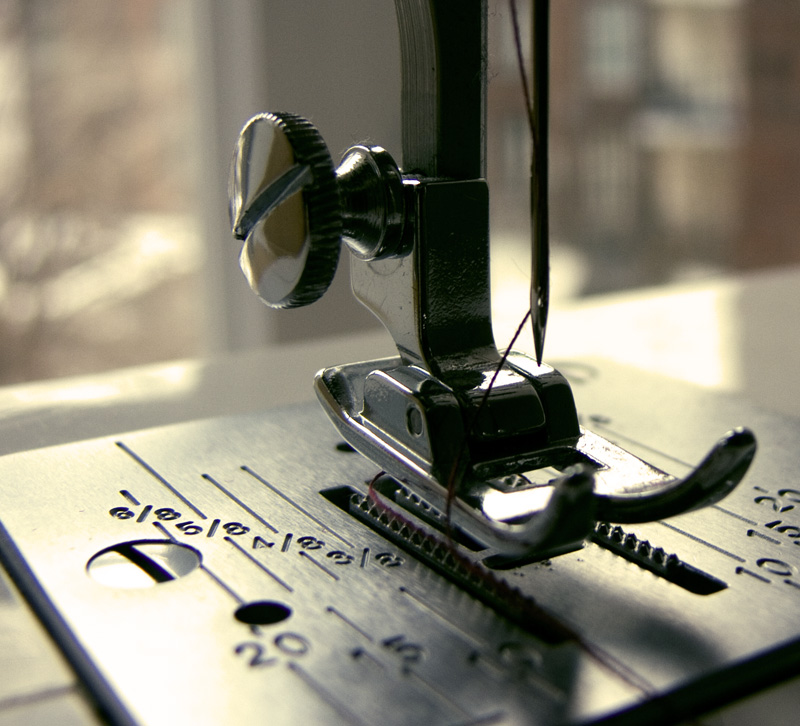
Ein Nähfuß an einer Nähmaschine

Ein Nähfuß ist eine Vorrichtung, die bei Nähmaschinen dazu genutzt wird, den Stoff flach zu halten, während er genäht wird.

## Arten von Nähfüßen

### Nähfüße
Die meist genutzten Nähfüße sind der Allzweck-Fuß und der Reißverschluss-Fuß, welche bei den meisten Haushaltsnähmaschinen enthalten sind. Es gibt jedoch auch eine Reihe besonderer Füße, welche für verschiedene Nutzen entwickelt wurden, zum Beispiel die folgenden:
- Blindstichfuß
- Knopfannähfuß
- Knopflochfuß
- Stopffuß
- Fransenfuß
- Kräuselfuß
- Nahtverdeckter Reißverschlussfuß
- Schmalsäumer/Rollsaumfuß
- offener Nähfuß
- Overlockfuß
- Biesenfuß
- 1/4-Inch-Quiltfuß
- Rollfuß
- Satinstichfuß
- Geradstichfuß

Die meisten Nähfüße werden aus Stahl oder durchsichtigem Plastik gemacht. Es gibt jedoch auch Nähfüße aus Teflon oder anderen antihaftbeschichteten Materialien, welche beim Nähen mit Leder, Plastik, Vinyl oder Wachstüchern verwendet werden.